# Jarosławiec (maják)
Maják Jarosławiec (polsky: Latarnia Morska Jarosławiec, anglicky: Jarosławiec Lighthouse) stojí v Polsku na pobřeží Baltského moře v obci Jarosławiec okres Sławieńský Západopomořanské vojvodství.
Nachází se mezi Majáky Darlowo a Ustka. Maják je kulturní památkou zapsanou v seznamu kulturních památek Západopomořanského vojvodství pod číslem A-320 z 30. srpna 1993.

## Historie
V roce 1830 byl postaven první maják, který byl nízký a clonily jej okolní stromy a střechy domů. Místní obyvatelé byli proti vykácení stromů a maják nebylo možné zvýšit, protože měl slabé stěny. Z těchto důvodů bylo v roce 1835 rozhodnuto o výstavbě nového majáku. V roce 1838 byl postaven nový maják a dům pro obsluhu majáku. V lucerně bylo rozsvíceno patnáct lamp na řepkový olej, dosah světla byl 16 námořních mil (nm). Na začátku 20. století byla lampa převedena na plyn a později byla instalována elektrická lampa, která fungovala do roku 1975. Byla to 1000 W žárovka ve Fresnelově čočce, která měla průměr 1150 mm. Dosvit byl 19,5 nm.
Na konci druhé světové války byl maják poškozen. Znovu byl uveden do provozu v roce 1946.
V roce 1993 byl zapsán do seznamu památek a v roce 1996 byla provedena generální oprava majáku.
Maják je ve správě Námořního úřadu (Urząd Morski) ve Słupsku. Maják je přístupný veřejnosti v letních měsících.

## Popis
Stupňovitá věž, přechody jsou zdůrazněny římsami, je přisazena k dvoupodlažní budově. Maják je postaven z červených neomítaných cihel ukončený ochozem s lucernou. Zdrojem světla jsou čtyři otočné panely každý s šesti reflektory o výkonu 600 W (každý). Dosvit je 23 námořních mil. Věž má červenou barvu a bílou ochoz.

## Data
- výška světla byla 50,2 m n. m.[6]
- dva záblesky bílého světla v intervalu 9 sekund

označení:
- Admirality C2926
- NGA 6580
- ARLHS POL-009

## Galerie

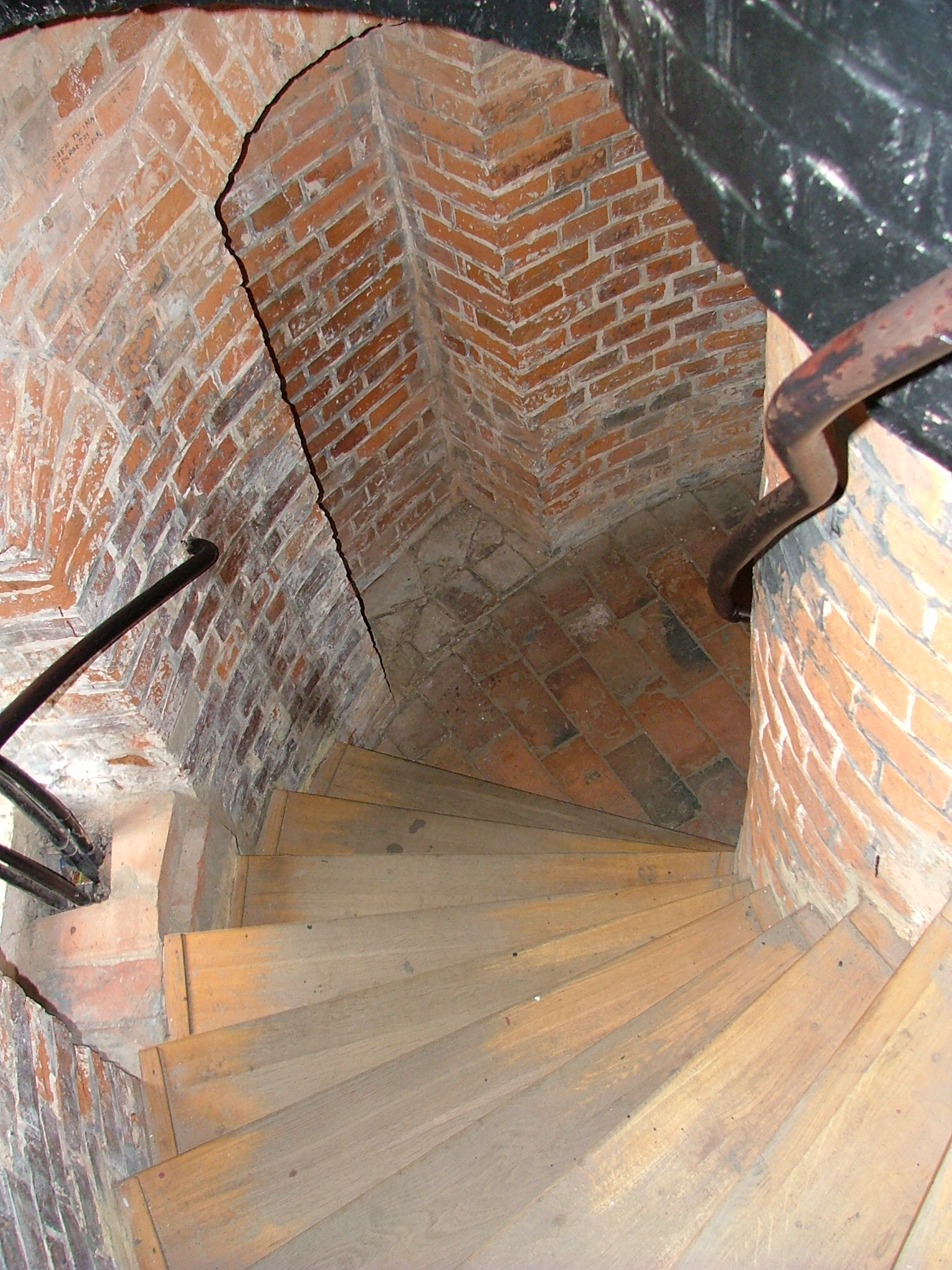
Schodiště
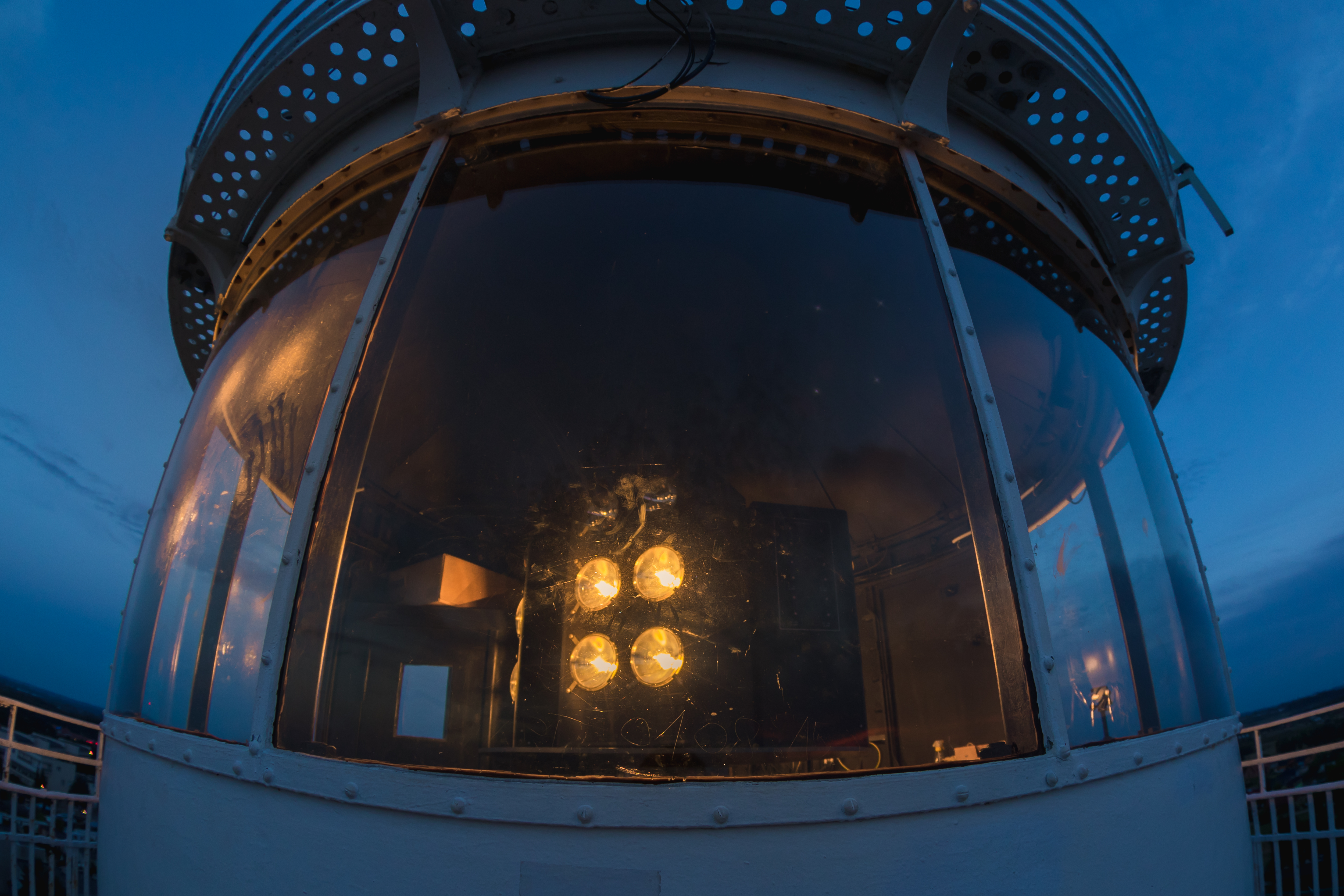
Světelné panely
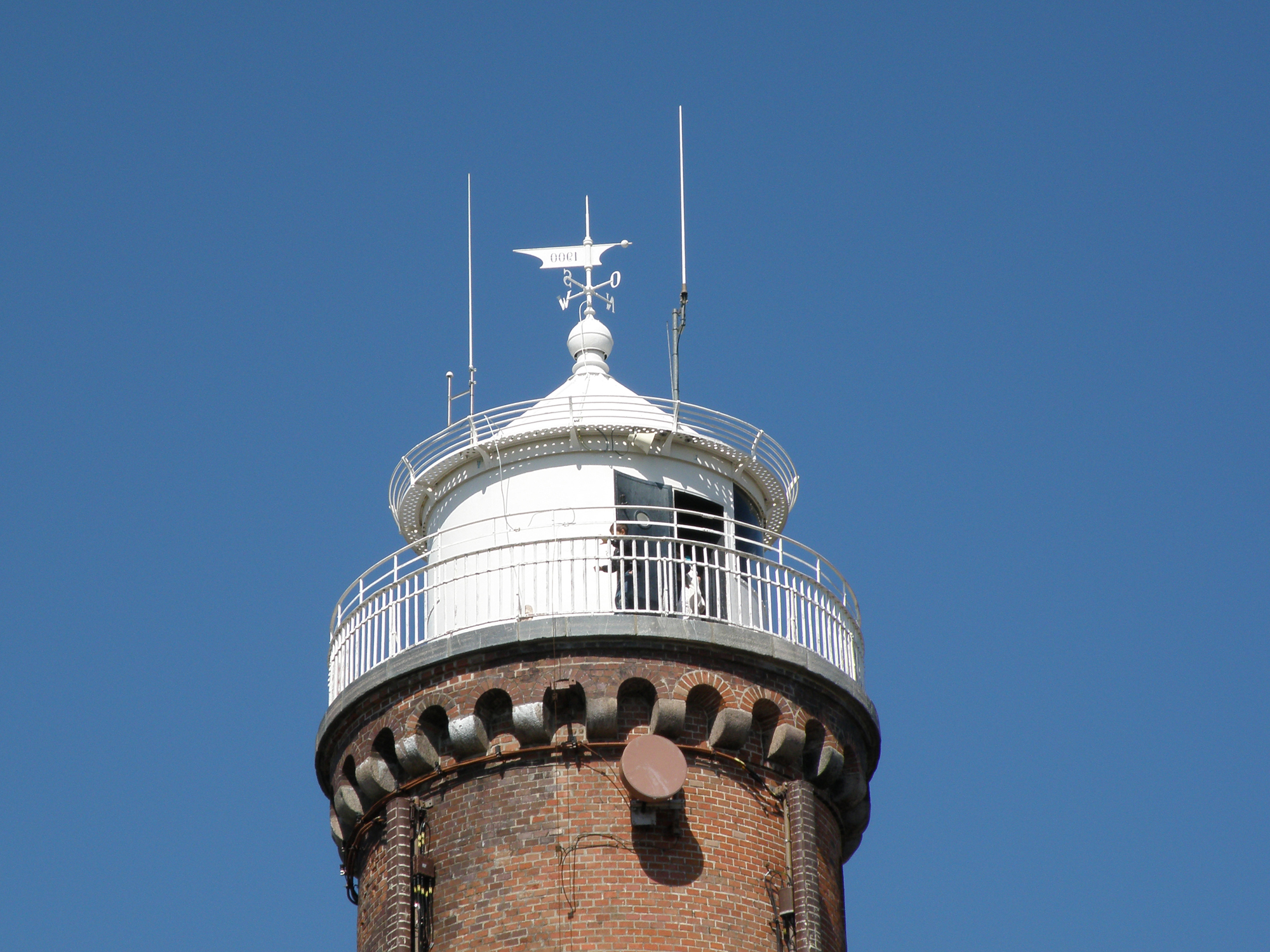
Větrná korouhev s datem 1900 na kuželové střeše lucerny